# Westelijke langstaartheremietkolibrie
De westelijke langstaartheremietkolibrie (Phaethornis longirostris) is een vogel uit de familie Trochilidae (kolibries).

## Verspreiding en leefgebied
Deze soort komt voor van zuidelijk Mexico tot noordelijk Colombia, westelijk Ecuador en noordwestelijk Peru en telt vier ondersoorten:
- P. l. longirostris: van zuidoostelijk Veracruz tot Chiapas (zuidelijk Mexico) tot noordelijk Honduras.
- P. l. cephalus: van oostelijk Honduras tot noordwestelijk Colombia.
- P. l. susurrus: noordelijk Colombia.
- P. l. baroni: westelijk Ecuador en noordwestelijk Peru.